# Meister von Cercenasco

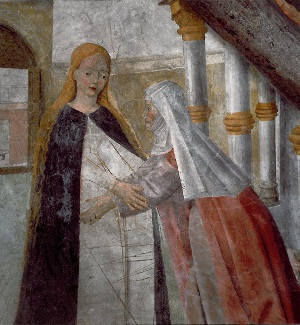
Meister von Cercenasco: Fresko des Marienlebens (Ausschnitt), Piemont, um 1490

Als Meister von Cercenasco (italienisch Maestro di Cercenasco) wird ein italienischer Maler des  Frührenaissance in Italien bezeichnet.
Der namentlich nicht bekannte Künstler erhielt seinen Notnamen nach den von ihm um 1490 in der Cappella di Sant’Anna in Cercenasco im Piemont gemalten Fresken. Diese zeigen Szenen aus dem Marienleben. Die Fresken gelten unter Kunsthistorikern als eines der bedeutenden Beispiele der Malerei im Piemont des 15. Jahrhunderts und als ein Kunstschatz der Region.